# غافث
غافث (نام علمی: Agrimonia eupatoria) نام یک گونه از تیره گلسرخیان است.گیاهی است علفی چند ساله دارای ساقه و برگ‌های کرک دار با ظاهری بیضی و دندانه دار .گل‌های غافث در انتهای ساقه‌ها به رنگ زرد به صورت سنبله ظاهر می‌شوند.این گیاه عموماً در کوهستانهای سردسیر رشد میکند. گیاه غافث در قسمت وسیعی از خاک اروپا در مرغزارهای کم آب، چراگاهها، و نقاط تنک جنگلی می روید و گیاهی شناخته شده‌است.
مواد مؤثر آن محتوی تانن ها، اسید سیلیسیک، عصاره‌های تلخ، اسانسهای روغنی و دیگر مواد است. این مواد خصوصأ قابض هستند و به همین دلیل در درمان ترشحات معده‌ای یا رودهای و دیگر انواع اسهال به کار می روند.
این مواد در تنظیم کار جهاز هاضمه نیز مؤثرند و ترشح شیره معده را بهبود بخشیده برخی از ناراحتی‌های کبدی و کلیوی و خصوصاً سنگ کلیه را تسکین می دهند.
گیاهی است که در طی سالیان متمادی در مراسم های جنگیری روی شخص تسخیر شده مورد استفاده قرار می گرفته است.